# Costas de España

Costas de la península ibérica.

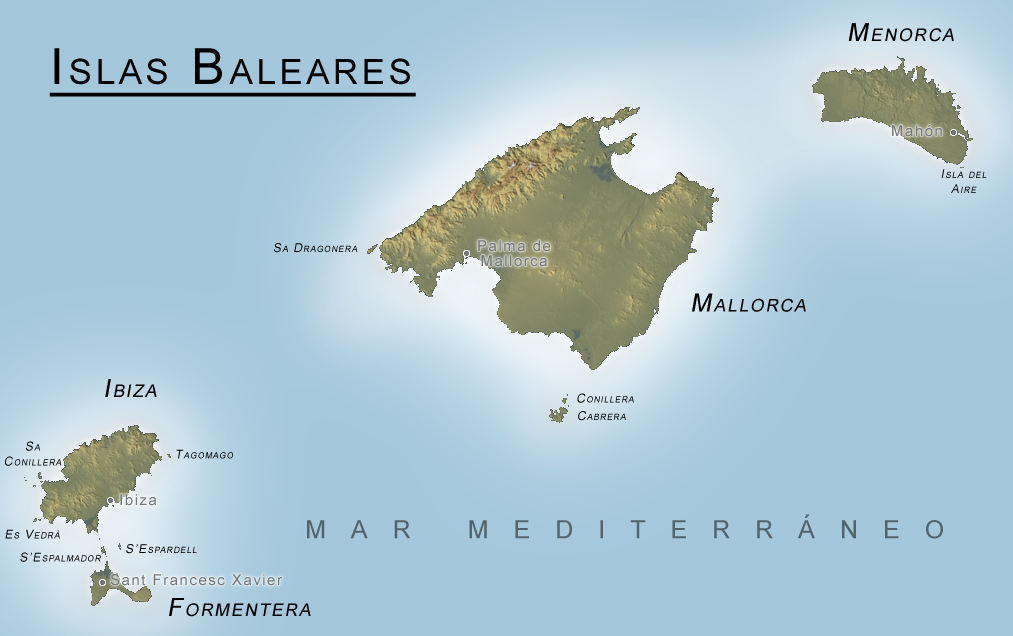
Costas de las islas Baleares.

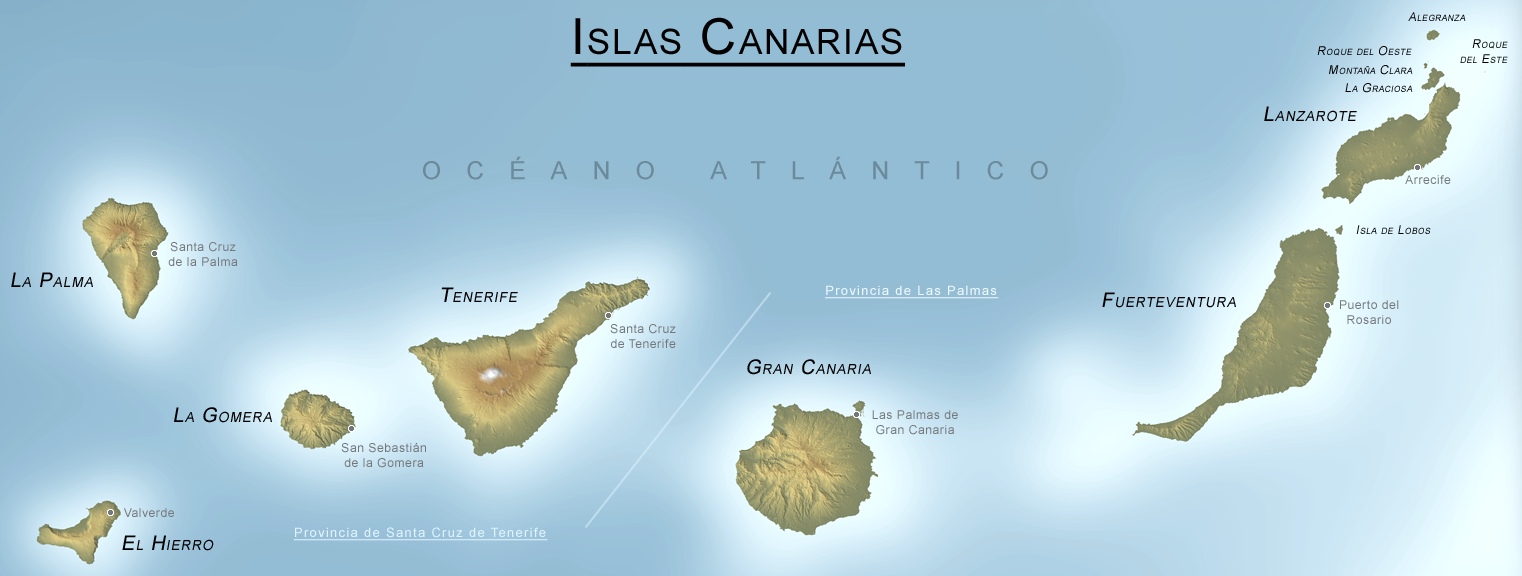
Costas de las islas Canarias.

España tiene alrededor de 7.661 km de costa (ver desglose más abajo), repartidos entre el litoral peninsular, los archipiélagos de las islas Baleares y las islas Canarias, situados en el mar Mediterráneo y el océano Atlántico respectivamente; las ciudades autónomas de Ceuta y Melilla y las denominadas plazas de soberanía diseminadas por el norte de África.

## Características generales de las costas españolas

### Orientación general de las costas
El primer rasgo que se observa es la rigidez para así ser de fiel a sus contornos, en contraste con las articulaciones de otras penínsulas mediterráneas, como la península balcánica o la península itálica, por ejemplo. Este carácter destaca sobre todo en las costas atlánticas españolas. En el mar Cantábrico, a lo largo de unos 770 km, desde el País Vasco a la Estaca de Bares, en Galicia, el punto más septentrional de la península ibérica (43°47'25"N), la costa, de dirección este-oeste, es rectilínea, y su trazado refleja un gran accidente geológico orientado en la misma dirección.
En Galicia, el ángulo noroeste queda truncado entre el cabo Ortegal y el cabo de Finisterre, para acabar describiendo un giro de 90° y tomar la dirección norte-sur, hasta la punta del cabo San Vicente, en el extremo meridional de Portugal. Dicha costa es también rectilínea durante otros 800 km, si se exceptúa el saliente de la península portuguesa de Peniche, con el cabo Carvoeiro.
A partir de aquí el litoral es más sinuoso y empiezan los óvalos mediterráneos o grandes arcos que se inician con el golfo de Cádiz, encuadrado entre las costas portuguesas, en el cabo de Santa María (Portugal) (isla da Barreta, Faro (Portugal)-Algarve) y el extremo avanzado hacia el sur (Punta de Tarifa, 39°59'50"N) con que se inicia el estrecho de Gibraltar, en una longitud de unos 295 km; sigue el óvalo del mar de Alborán, arco tendido en dirección este-oeste en unos 398 km y que tiene a Málaga en el centro; aquí la costa tuerce hacia el nordeste y dibuja otros dos óvalos muy abiertos entre los cabos de Gata y San Antonio, el primero de los cuales tiene a Cartagena en el extremo septentrional y el segundo a Alicante en el centro, con una longitud entre ambos de 453 km; y finalmente el dilatado y abierto golfo de Valencia, que se puede considerar termina con el saliente del delta del Ebro. A partir de aquí la costa vuelve a ser bastante rectilínea y corre casi paralela a la cadena Costera Catalana hasta el cabo de Bagur, en donde se adentra para formar el golfo de Rosas, extendido hasta el cabo de Creus (longitud 3° 19' 5"), extremo oriental de la Península que señala la punta saliente de los relieves pirenaicos.

### Factores en la evolución del litoral peninsular

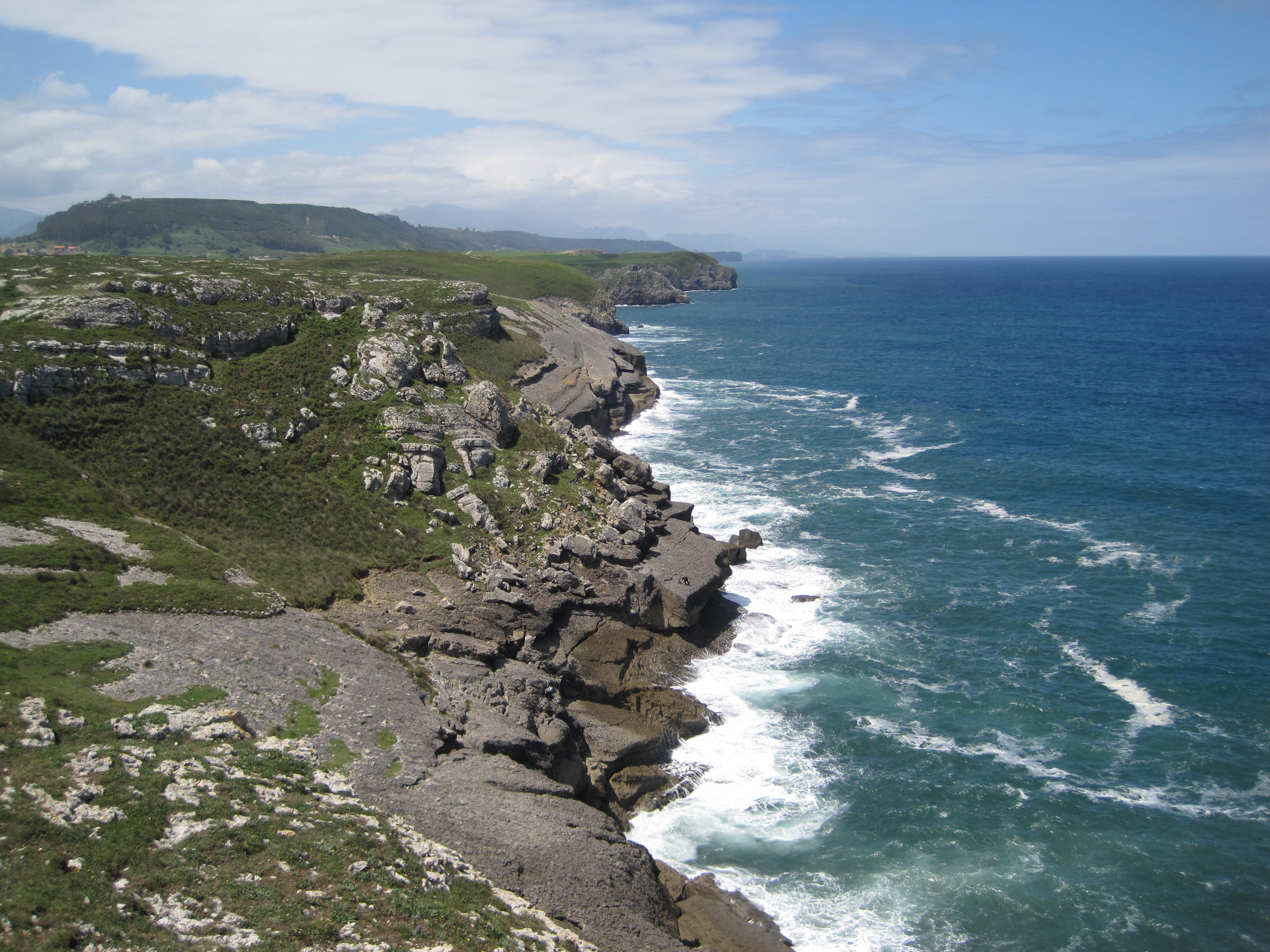
Vista del oleaje batiendo contra las rocas de una costa alta en San Vicente de la Barquera.

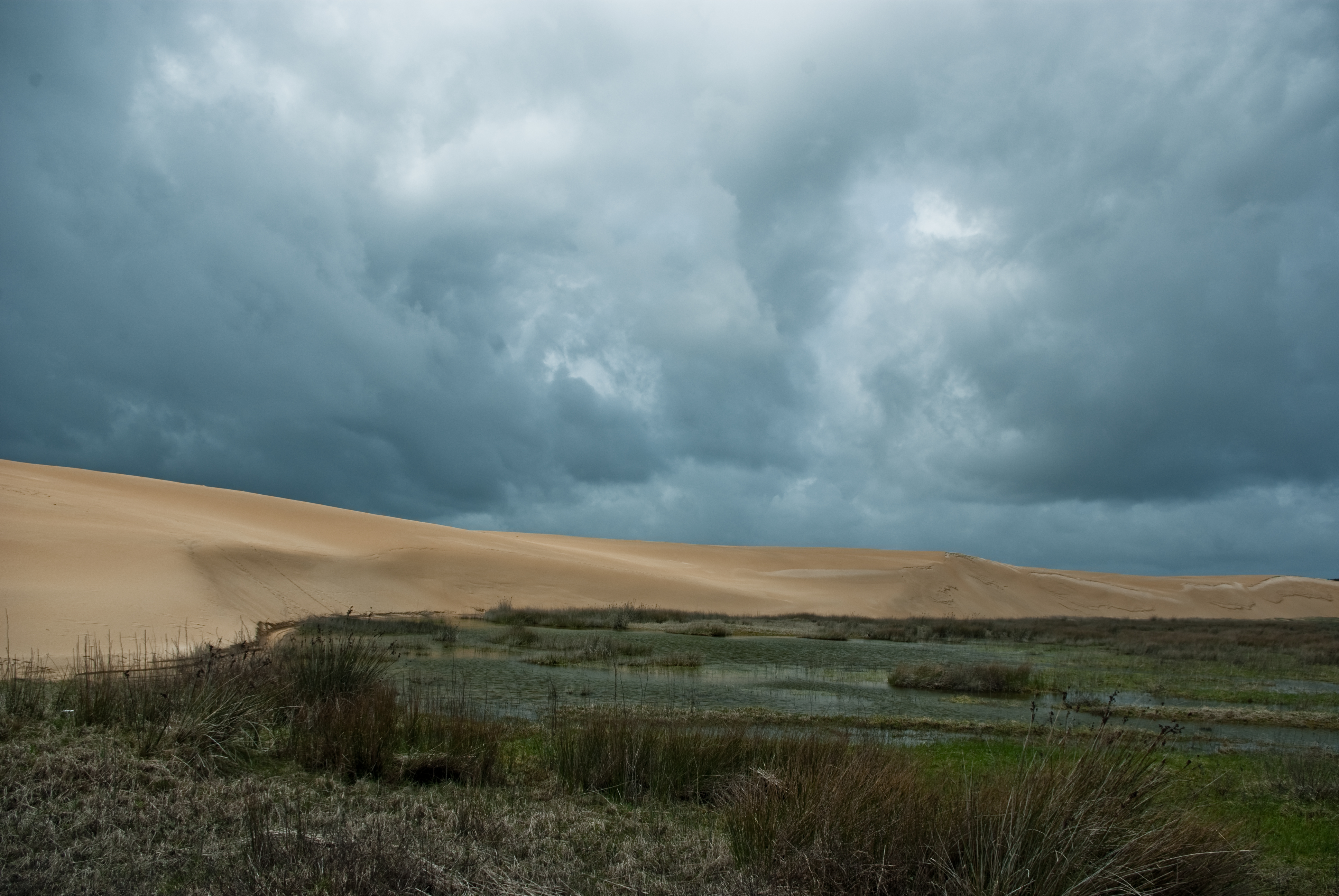
Las dunas de Corrubedo son un ejemplo de derrubios devueltos a tierra.

En el trazado del litoral y sobre todo en la evolución de las formas costeras hay también otros factores que entran en juego por parte del mar. En primer lugar las características de lo que se ha llamado el precontinente. El relieve continental no termina con la costa, sino que se prolonga con la parte sumergida, de la cual es en realidad su prolongación inmediata. El relieve continental sumergido termina mucho más allá, mar adentro, con una brusca ruptura de pendiente que se sitúa aproximadamente en la isóbata de 180-200 m, en donde un talud de 2500 a 4000 m de desnivel lo precipita hasta los grandes fondos oceánicos. El precontinente comprende, pues, dos partes perfectamente diferenciadas, la plataforma continental, de pendiente suave, y el talud continental, de pendiente abrupta, separados por el veril de unos 200 m.
Por otra parte, en las formas costeras influye la dinámica del mar, oleaje, mareas y corrientes marinas. Se comprende que en las costas atlánticas, con mareas importantes y fuerte oleaje, la fuerza erosiva del océano debe ser mucho mayor que en los mares semicerrados, como el Mediterráneo, con mareas insignificantes y menor intensidad del oleaje. En los primeros, los derrubios arrastrados por los ríos son removidos, transportados mar adentro y distribuidos con cierta regularidad, mientras que en los segundos se acumulan en las desembocaduras. Por eso son tan frecuentes los deltas fluviales y llanuras aluviales en las costas mediterráneas. Así, desde el delta del Ebro al estrecho de Gibraltar, los promontorios rocosos de los arcos salientes alternan con llanuras costeras formadas por aluviones y grandes o pequeños deltas, mientras en el Cantábrico los depósitos aluviales y las playas bajas escasean. Una segunda diferencia que hay que anotar entre las costas atlánticas y las mediterráneas.
El tercer factor que hay que tener en cuenta son las consecuencias de los ascensos y descensos del nivel del mar. Por de pronto, en las costas atlánticas los mares dejan al descubierto diariamente, durante la baja mar, o invaden, durante la plena mar, una franja amplia de tipo anfibio, y características especiales, casi inexistente en el Mediterráneo. Esta área costera, periódicamente sumergida, está formada en las desembocaduras fluviales por cienos o limos y arenas (Slikke), que a veces alcanzan algunas decenas de metros de espesor, los cuales empiezan a ser colonizados por plantas adaptadas a este medio salino (Schorre). Todo ascenso o descenso del nivel del mar influye sobre los procesos sedimentarios y erosivos del litoral. Una costa estable es batida constantemente por el oleaje en los mismos puntos, por lo que sus salientes retroceden y sus acantilados se suavizan. Al propio tiempo, los derrubios de origen continental o los producidos por la propia erosión marina se van depositando en los entrantes de la costa y en las desembocaduras fluviales, formando cordones litorales, bancos, dunas y llanuras aluviales que avanzan mar adentro. Así, por el juego antagónico de retroceso de los salientes y progresión de los depósitos litorales, la costa va siendo cada vez menos recortada, es decir, se regulariza.

### Oscilaciones cuaternarias del nivel del mar
Durante el Cuaternario y a consecuencia de sus períodos glaciales, presenciados por el hombre prehistórico, se cambió, en los momentos de transgresión del mar, el nivel se elevaría hasta por encima del cero actual. En muchas costas españolas se reconocen como playas levantadas o formas de abrasión marina las trazas dejadas a diferentes alturas por las transgresiones del mar provocadas durante el Cuaternario por esos períodos interglaciales.

## Litoral Atlántico
En las costas españolas bañadas por el océano Atlántico se pueden distinguir cuatro secciones diferentes : la  cantábrica, que se extiende desde el río Bidasoa a la punta Estaca de Bares, la gallega, que comprende desde este punta hasta la frontera portuguesa, la andaluza que incluye las provincias de Huelva y Cádiz, y finalmente la costa de las islas Canarias situadas en el continente africano.

### Las rasas cantábricas

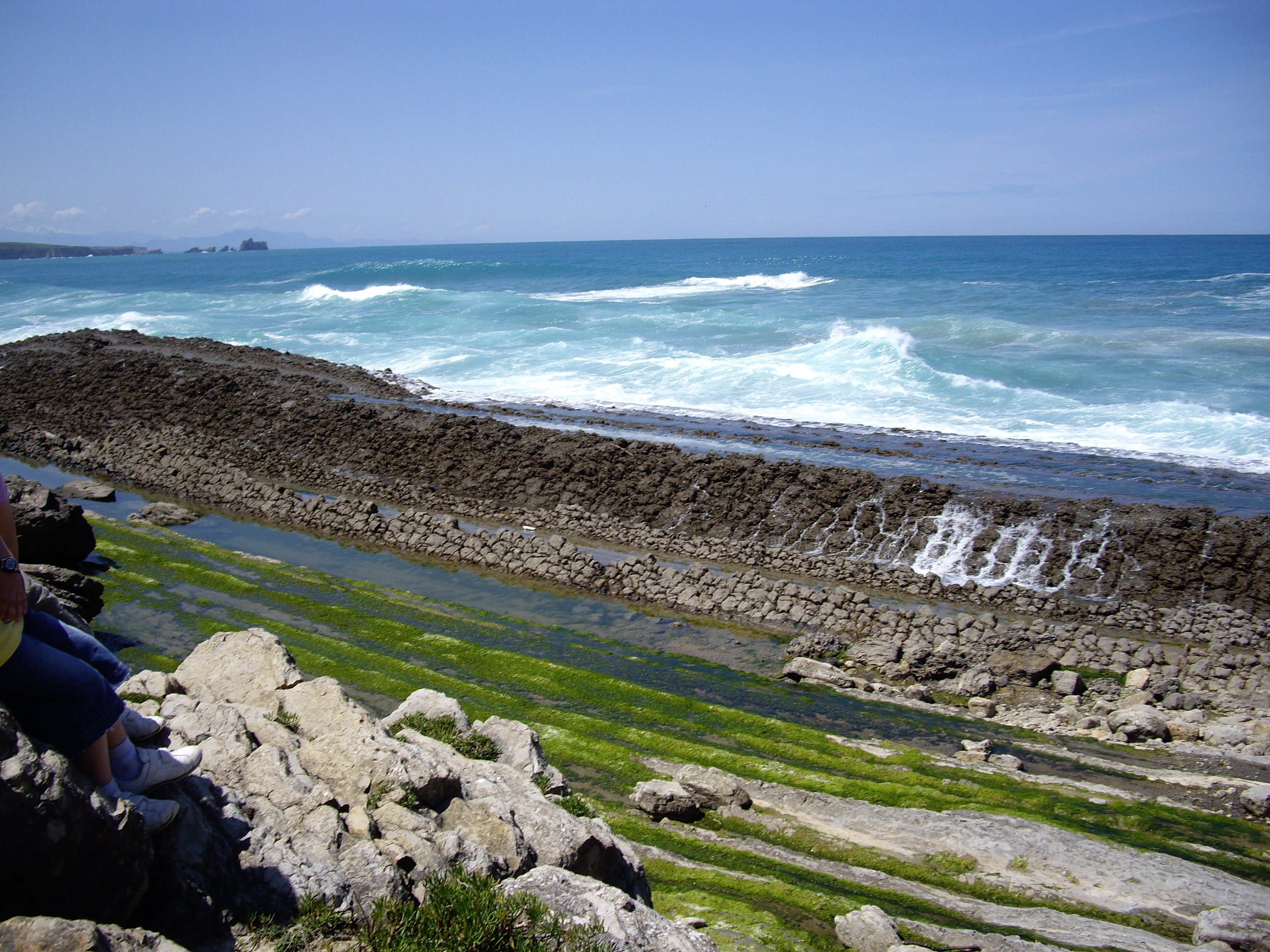
Rasa litoral cantábrica en Liencres.

El litoral cantábrico presenta las siguientes particularidades: carácter rectilíneo de su trazado general, costa de tipo longitudinal respecto a las estructuras de la cordillera, hundimiento rápido en el mar, formas acantiladas dominantes, escasez de playas y costas bajas y además algunos rasgos morfológicos juveniles tales como la existencia de pequeñas rías.
Todo induce, pues, a sospechar que se trata de una costa de hundimiento relativamente reciente. Pero en cambio, paradójicamente, a todo lo largo del litoral cantábrico se observa un escalonamiento de antiguos niveles de abrasión marina elevados hasta unos 220 m de altura. Los más altos, situados a 200-220 m, forman las llamadas «tinas» o «sierras planas»; y las inferiores, llamadas «rasas», se escalonan entre 120-140, 70-50 y 5 m. Se trata de superficies perfectamente planas horizontales o débilmente inclinadas hacia el mar, de unos centenares hasta un millar de metros de ancho, que cortan las estructuras y que no penetran en golfo en el interior de los valles, sino que terminan bruscamente ante el relieve interior. Su origen está en los movimientos horizontales y verticales que se produjeron en los periodos glaciares e interglaciares del Cuaternario.
Las rías cantábricas son generalmente cortas, de 5 a 7 km, estrechas, embudiformes y, a causa de su origen, sin ramificaciones (Foz, Ribadeo, Avilés, Navia, Pravia, San Vicente de la Barquera; etc.); las más importantes son las de Villaviciosa, de 6 km, y la de Bilbao, que alcanza 10 km de longitud.

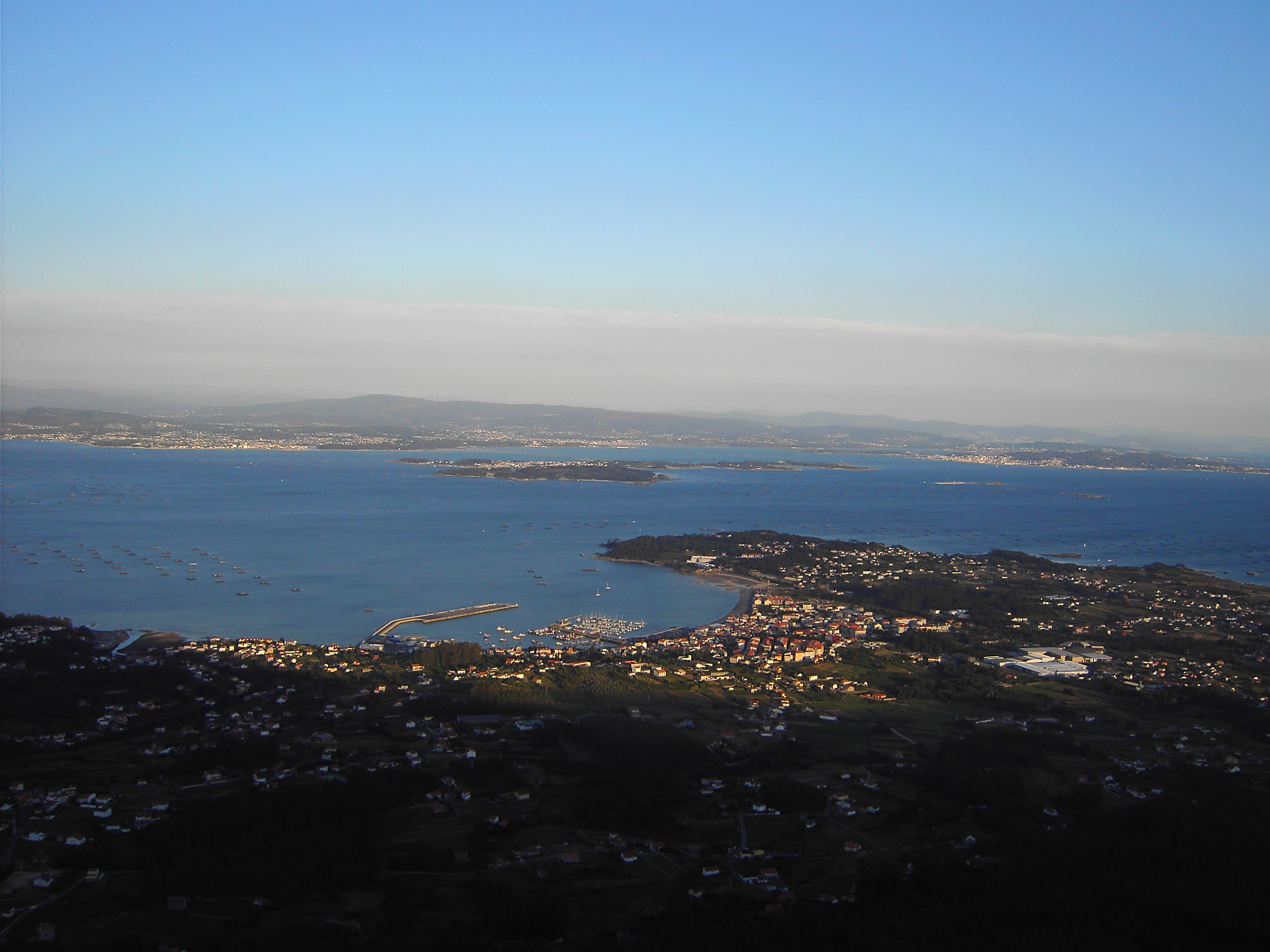
Vista de la ría de Arosa desde un altiplano.

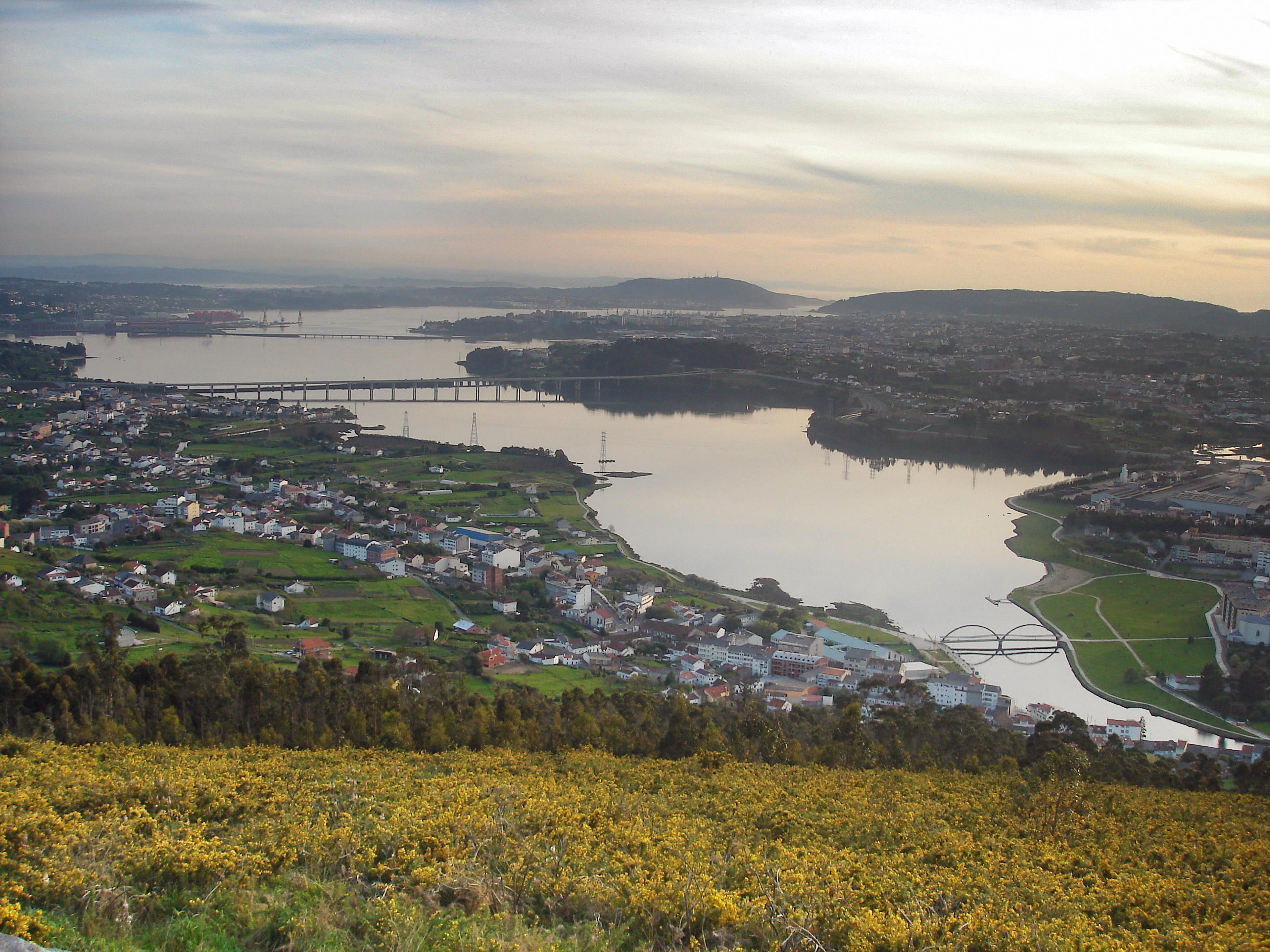
La ría de Ferrol desde el Coto de Ancos.

No faltan tampoco en el Cantábrico los procesos sedimentarios costeros, aun cuando las playas rara vez alcanzan gran extensión: Santander, San Vicente de la Barquera, etc. Tampoco faltan los tómbolos, como los importantes de San Sebastián, Santoña, Santander y Gijón donde se asentaron en situación defensiva los núcleos iniciales de estas poblaciones

### Las rías gallegas
Desde la Estaca de Bares y el cabo Ortegal, que son las puntas más septentrionales del norte de la Península, hasta la frontera portuguesa se extiende la costa más articulada del litoral español, con las profundas ensilladuras de las llamadas Rías Bajas de Galicia, muchas de las cuales penetran hasta 20 y 35 km en el interior, constituyendo tal magnífico ejemplo de un tipo de costa que ha dado nombre a la región, solamente comparable en Europa a las costas bretonas.
Las rías gallegas sumergen en el mar un relieve continental montañoso, pero no extraordinariamente enérgico, pues sus alturas en el sector costero raramente rebasan los 500 m y generalmente se mantienen alrededor de los 200 a 300 m, derivado de antiguas superficies de erosión. Este suave relieve montañoso está hendido por una serie numerosa de valles relativamente importantes, los de los ríos Tambre, Ulla, Xallas, Eume y Miño. Bien alimentados por una red nutrida de afluentes, todos bastante encajados y sinuosos, de pendiente longitudinal fuerte. Por eso, al invadir el agua este relieve litoral y penetrar el mar en el interior del continente, ha formado las ensenadas profundas, sinuosas y recortadas de las rías, rodeadas por las vertientes empinadas de los antiguos valles fluviales.
A pesar del carácter accidentado de la costa, no faltan playas, alojadas sobre todo en el fondo tranquilo de las rías, como las de Vigo, Pontevedra, etc., y algunos tómbolos, como el que alberga el núcleo antiguo de La Coruña, con la torre romana de Hércules.

### Costa atlántica de Andalucía

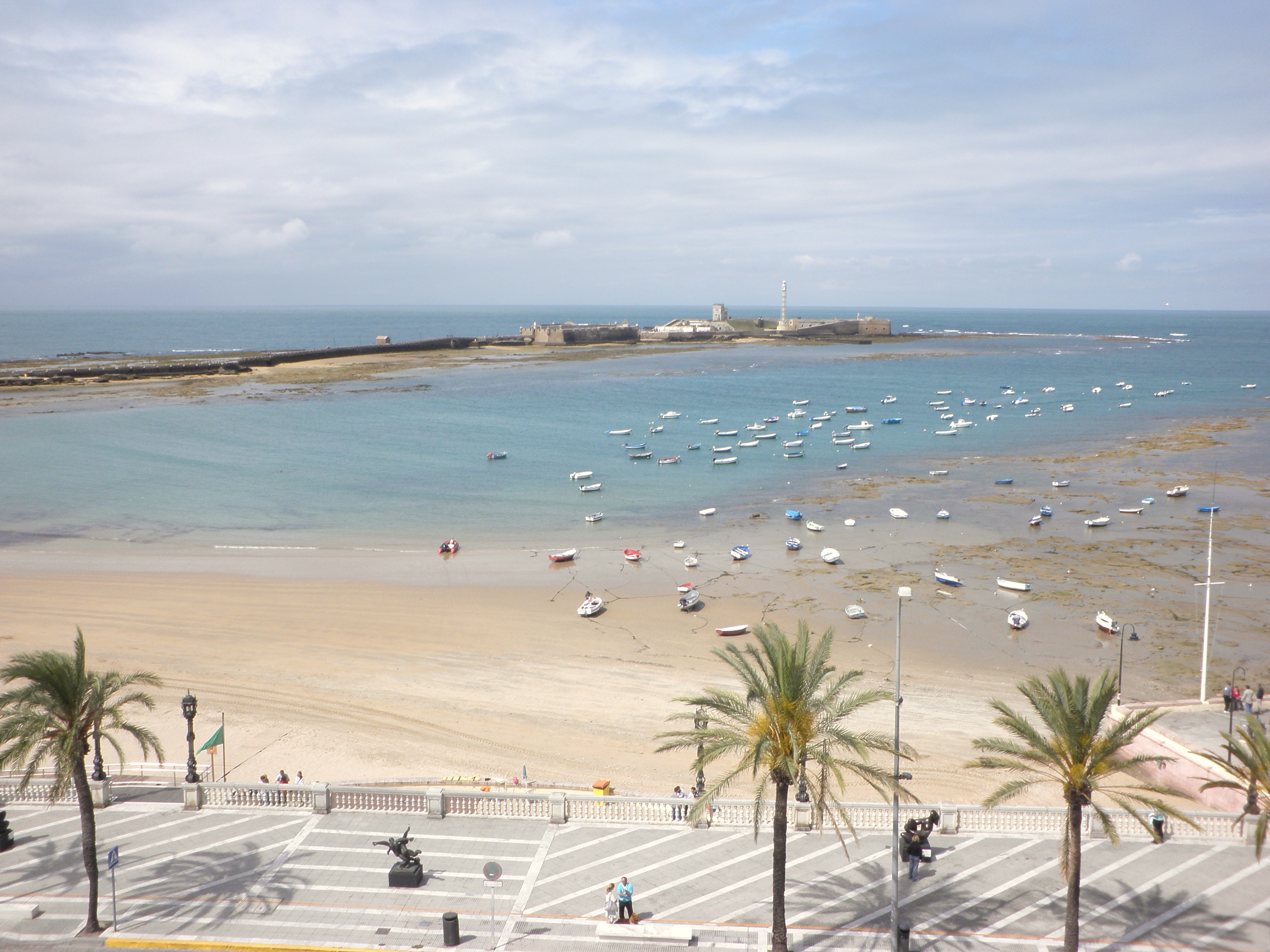
Vista panorámica de la playa de la Caleta en la costa atlántica andaluza.

Entre la desembocadura del Guadiana, en Ayamonte, junto a la frontera portuguesa, hasta Tarifa, a lo largo de 294 km, se extiende la planicie del golfo de Cádiz, con las desembocaduras de los ríos Guadiana, Carreras, Piedras, Tinto, Odiel, Guadalquivir, Barbate y Guadalete. Igualmente las zonas pantanosas (marismas de Isla Cristina, Doñana y San Fernando las más apreciables) son bien visibles desde satélite.
Aparece aquí un tipo de costa baja, completamente diferente por sus dimensiones a las restantes de la Península. Corresponde a la parte más deprimida de la gran depresión del Guadalquivir, ocupada sobre todo por terrenos miocénicos y pliocénicos marinos, depositados en un antiguo golfo rellenado por los sedimentos finos de estos períodos de fines de la era Terciaria, y con los cuales, lenta y progresivamente, desde hace 25 millones de años, se ha ido ganando terreno al mar. Relleno constituido por capas horizontales de materiales blandos, arcillosos o margosos. Los últimos episodios de esta lucha entre ambos dominios son fáciles de reconstruir. En la época romana existía todavía el antiguo lago Ligustinus o albufera, descrito en los textos de Pomponio Mela, extendido entre la costa actual y Puebla del Río, de unos 50 km de ancho y al cual iban a desembocar los dos brazos del Guadalquivir. Progresivamente se ha ido transformando en marismas, mientras en el antiguo cordón litoral o restinga que cerraba el lago se ha desarrollado la gran extensión de las Arenas Gordas, en las que existen dunas de cerca de una treintena de metros de altura, hoy fijadas por bosques de pinos.
En los extremos del arco gaditano se reconocen restos de playas o niveles marinos antiguos, como en Rota, y en la magnífica playa levantada de Tarifa. Las actuales desembocaduras fluviales, son un buen ejemplo de estuarios, en los cuales la intensidad de las corrientes marinas ha impedido hasta ahora la formación de deltas, proceso mucho más lento que en el litoral mediterráneo.

### Costa de las islas Canarias

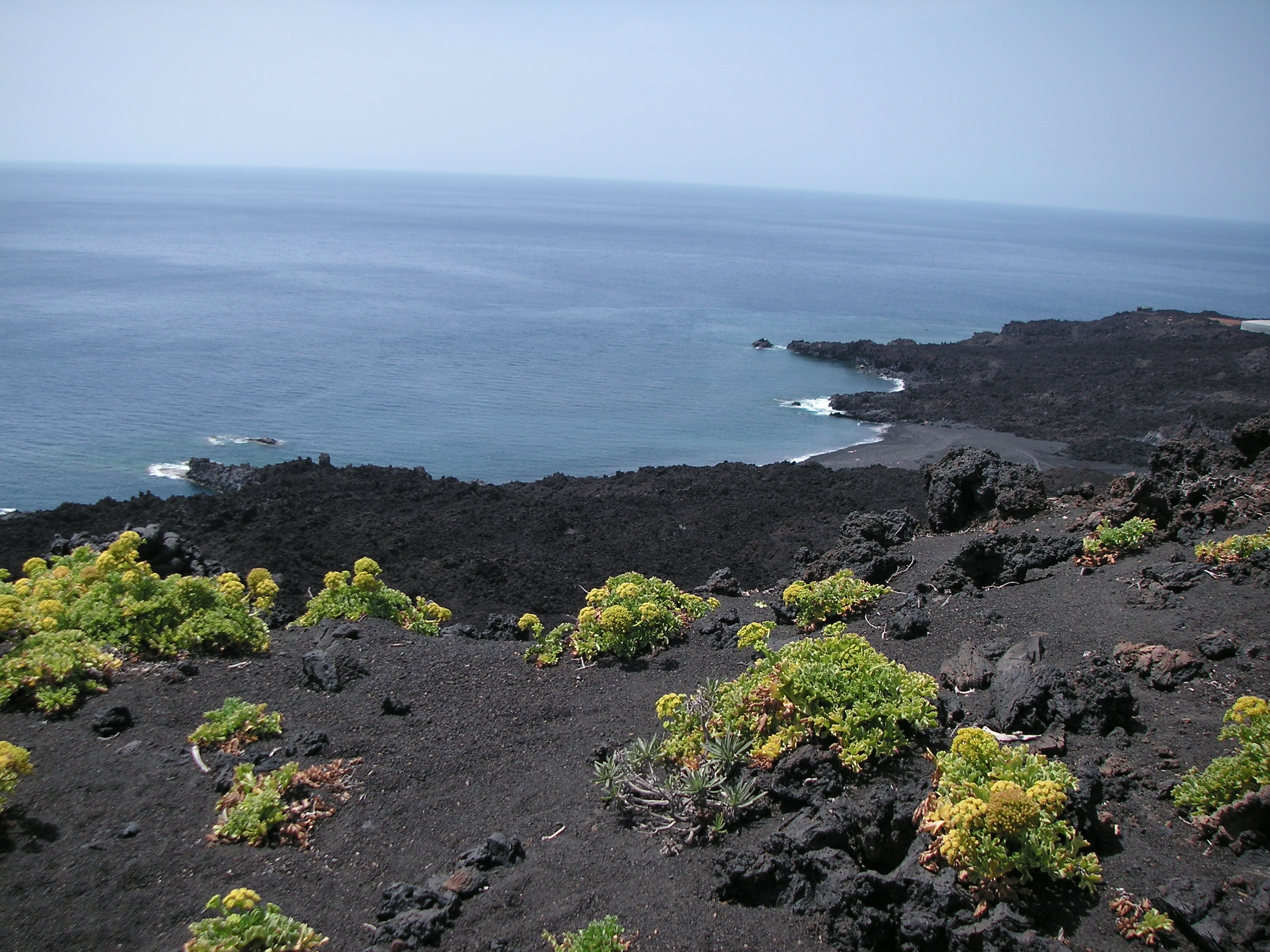
Paisaje volcánico y playas de arena negra en la isla de la Palma (Canarias).

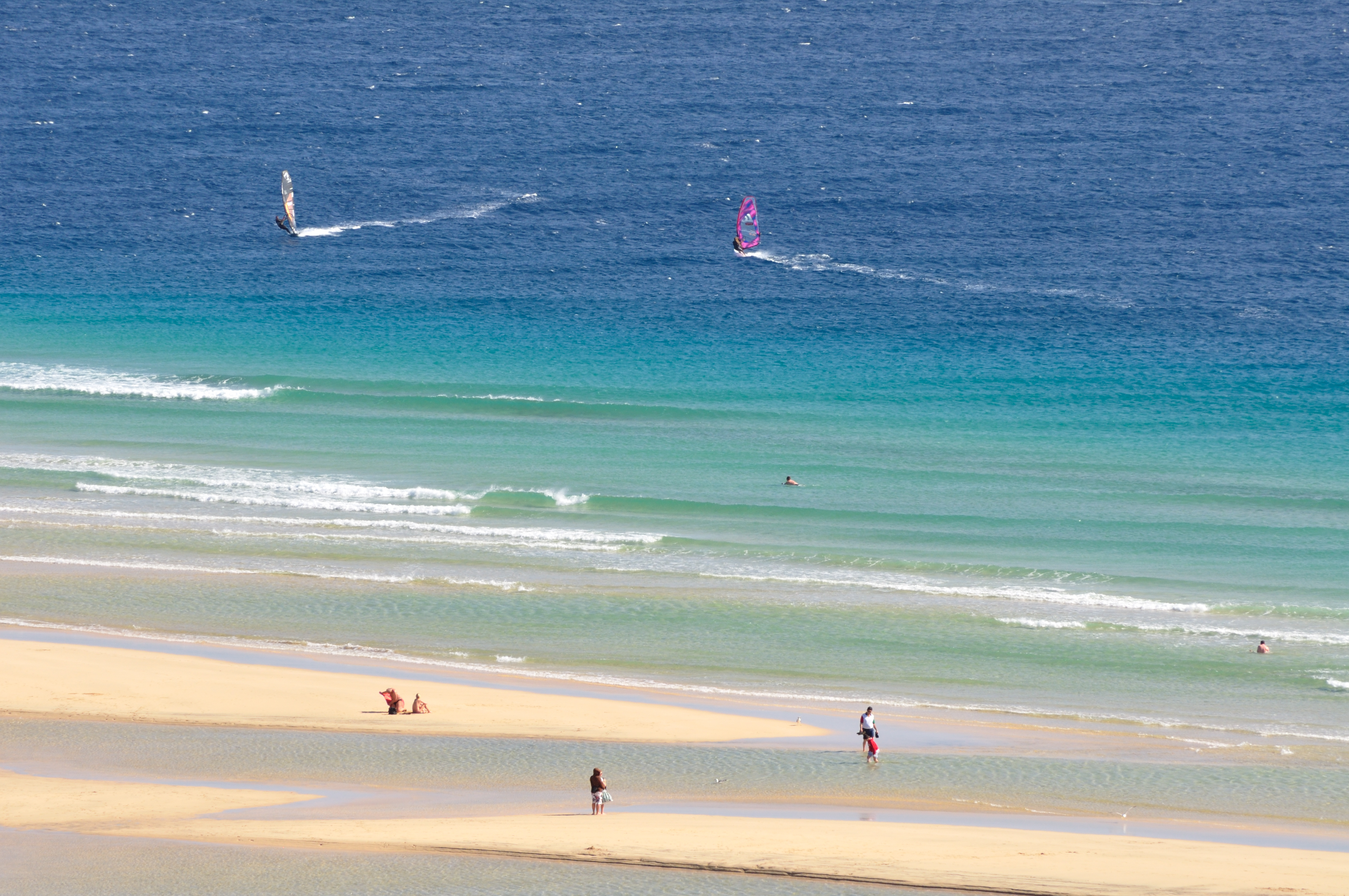
Playa en la Península de Jandía (Fuerteventura).

El litoral atlántico de las islas Canarias se caracteriza por el clima subtropical, que cuenta con una gran variedad de endemismos; tanto vegetales como animales. La costa canaria en general es en general llana con amplias playas en la Provincia de Las Palmas y algo más escarpada en la Provincia de Santa Cruz de Tenerife. 
El archipiélago está formado por siete islas principales y algunos islotes. Su origen es volcánico y son el resultado de fenómenos eruptivos surgidos bajo el mar con una gran diferenciación geológica y topográfica, que se ha ido incrementando a lo largo del tiempo por procesos de erosión fluvial, marina y eólica.
El relieve de la mayoría de las islas es muy accidentado. Las temperaturas son templadas y la pluviometría escasa. Las islas más occidentales, especialmente en el norte de las mismas, son más húmedas gracias a la influencia de los vientos alisios. La red hidrográfica se compone de corrientes intermitentes en barrancos, con fuerte pendiente y erosión.
De manera general, en cada isla se distinguen la costa norte, formada por altos acantilados, y la costa sur, de carácter abierta y arenosa con una mayor cantidad de playas. Un rasgo característico de todo el archipiélago es la estrechez de la plataforma continental, la cual solo comparten Lanzarote, Fuerteventura y el Archipiélago Chinijo.
El archipiélago canario, por razones orográficas, geológicas y climáticas, presenta ecosistemas únicos en el continente europeo, enmarcados dentro de la región de la Macaronesia.

## Litoral Mediterráneo

### Sector bético

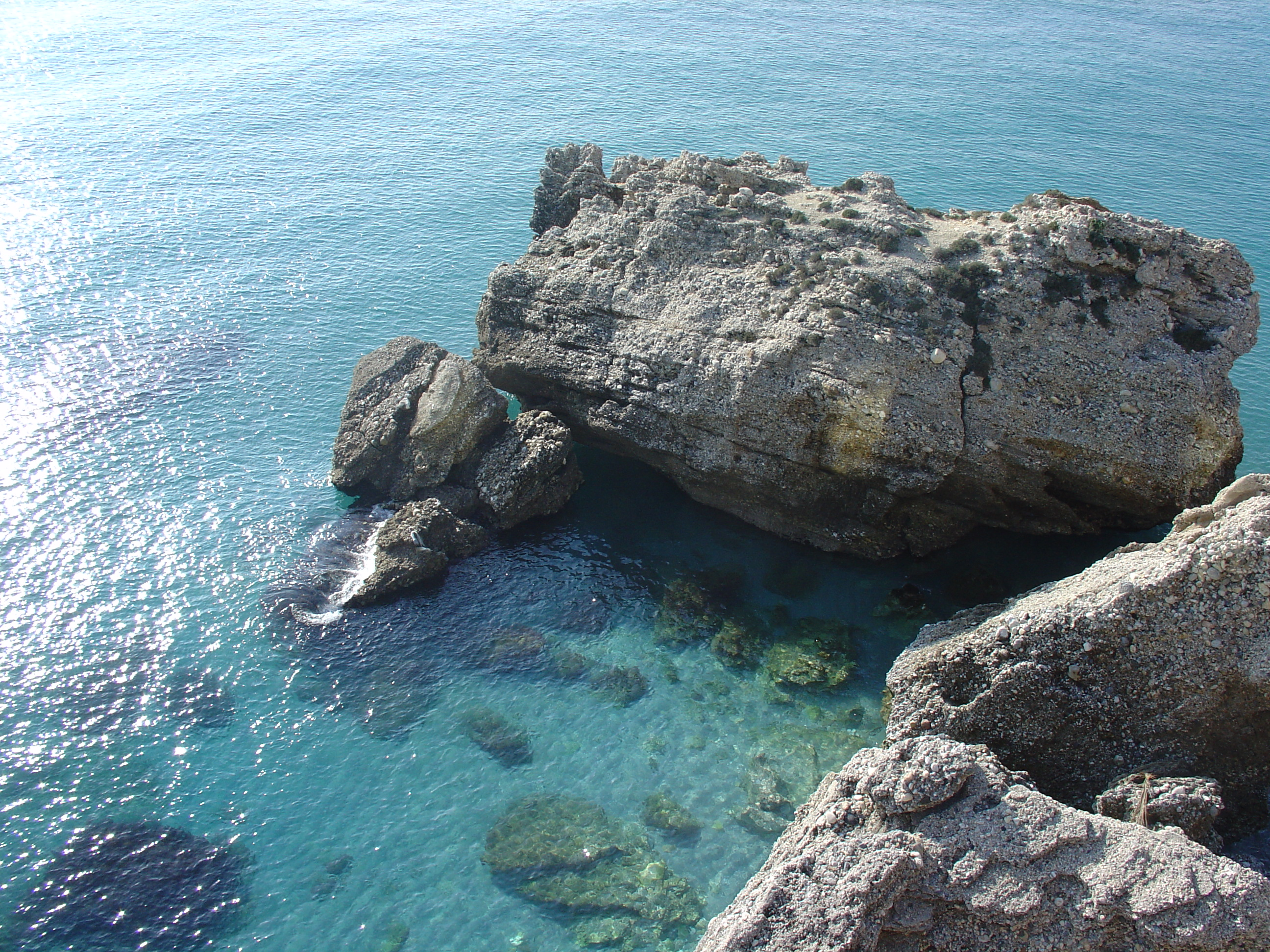
La costa de la provincia de Málaga donde alternan los acantilados con las costas bajas.

Desde Gibraltar a la punta del cabo de la Nao, se sucede una costa a lo largo de la cual se repiten los mismos temas morfológicos. Aun cuando se trata de una costa bravía o acantilada, determinada por los relieves rocosos de las cordilleras Béticas, paralelas a un gran sector de la costa. Sin embargo, es muy diferente a la costa cantábrica, pues, con las costas acantiladas alternan largas secciones de costa bajas. Además, los promontorios rocosos no son nunca muy exagerados, ya que los roquedos que llegan al mar están formados de materiales esquistosos más blandos. En segundo lugar, la celeridad de los procesos sedimentarios ha originado en grandes sectores de este litoral acumulaciones de potentes conos torrenciales y una estrecha llanura litoral casi continua. Por último, hay que tener en cuenta que toda la costa registra, desde el Plioceno, testimonios de un levantamiento continuado. lo cual ha acelerado todavía más el ritmo sedimentario propio del Mediterráneo. De aquí que falten las rías y cualquier otro signo de juventud, propios de una costa de hundimiento, menos evolucionada.
Por otra parte, en cuanto al factor estructural, indudablemente la sección entre Gibraltar y el cabo de Gata refleja con su trazado casi rectilíneo este-oeste la influencia la alineación de la Penibética, y por eso se puede calificar de costa longitudinal. Pero a partir de los abruptos roquedos volcánicos del cabo de Gata la costa se desvía fuertemente al nordeste, describiendo el primer arco u óvalo del golfo de Mazarrón, que termina prácticamente en los alrededores de Cartagena, posiblemente orientado por alguna dislocación que ha hundido en el mar el resto de las estructuras de la Penibética. La costa que se inicia después, hasta el cabo de La Nao, está netamente influida por la Depresión Intrabética que determina el entrante del golfo de Alicante. Por el norte la realineación de la cordillera Subbética determina los salientes del promontorio calizo de los cabos de La Nao y San Antonio. Así, en estos últimos sectores se trata más bien de costa transversal, que corta algo oblicuamente las alineaciones estructurales del interior.
Por otra parte el mar continúa construyendo actualmente extensos cordones litorales, playas, albuferas, como en el caso grandioso de la albufera del mar Menor, cerrada por una restinga de 21 km de largo, o la de Torrevieja explotadas como salinas.
También son frecuentes los campos de dunas, entre los que figuran los de Guardamar del Segura, cerca de la desembocadura del río Segura, fijados por pinares.

### El golfo de Valencia

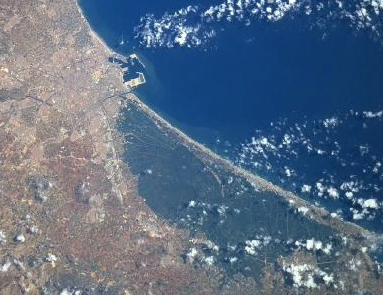
Llanuras litorales, tómbolos o albuferas son típicos de esta zona de costa. En la imagen La Albufera de Valencia.

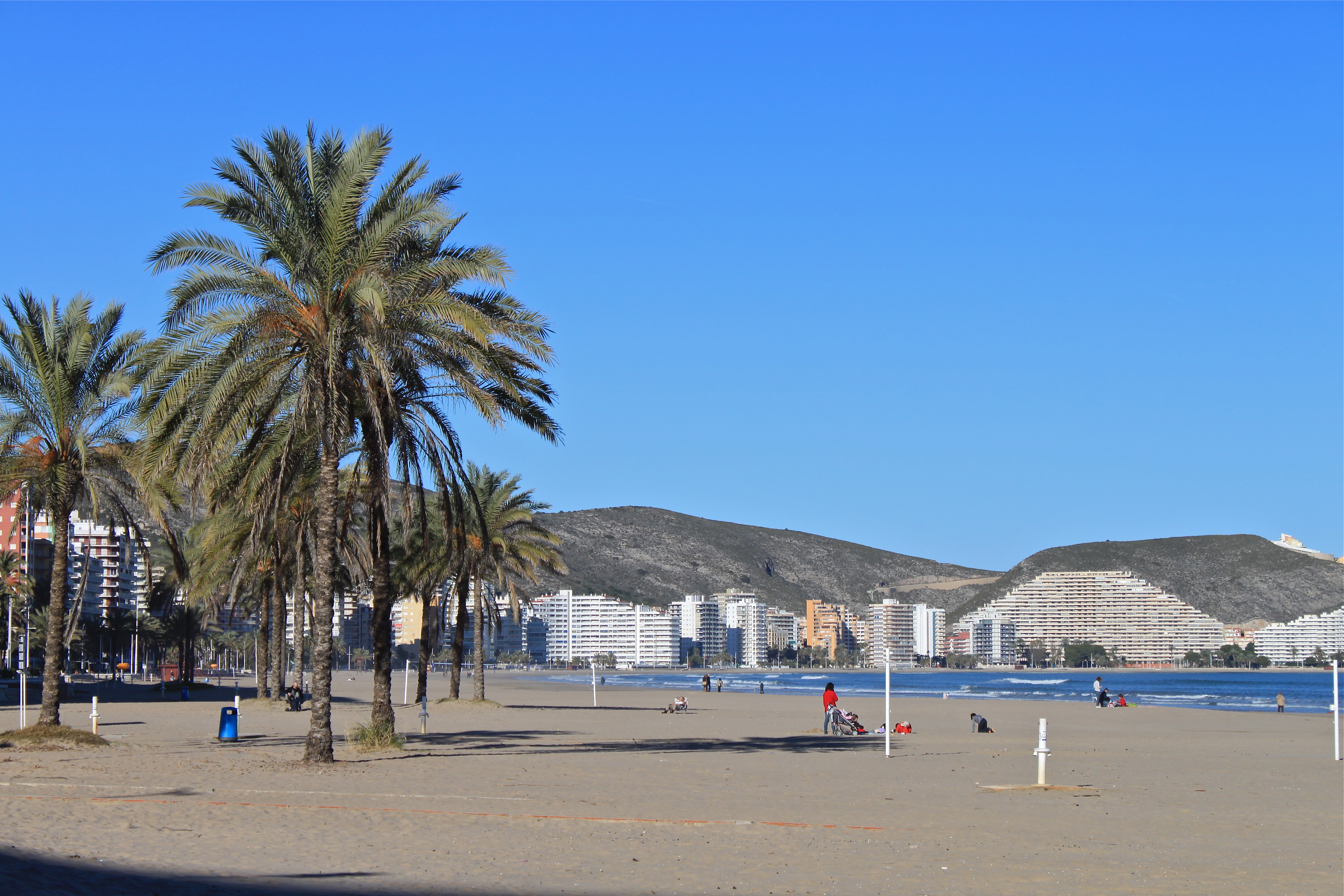
Playa en Cullera (Provincia de Valencia), la costa valenciana se caracteriza por sus playas amplias y llanas.

Desde el cabo de La Nao al delta del Ebro, en una longitud de 400 km, se extiende casi ininterrumpidamente al pie de los relieves dominantemente calcáreos de la cordillera Ibérica y a escasa altura, una planicie litoral bastante amplia, que en algunos puntos como en Castellón y Valencia alcanza de 20 a 35 km de ancho, la cual desciende suavememte hacia el mar.
Del lado de mar, esta llanura queda cortada por un pequeño acantilado que generalmente no rebasa los 5 m, excavado por la erosión marina y por debajo del cual se extienden depósitos costeros más recientes que prolongan hacia el interior las playas actuales.
Esta segunda llanura es de anchura muy variable, hasta reducirse a unos pocos metros o incluso desaparecer, y entonces el mar ataca directamente los depósitos detríticos antiguos. Desde Oliva a Peñíscola, a lo largo de la costa, se suceden casi ininterrumpidamente albuferas de dimensiones variables (Elche, Valencia, Alicante, Oropesa del Mar, etc.). Sobre la restinga, que las cierra del lado de mar, existen frecuentemente pequeñas dunas, que en la zona de Valencia alcanzan 5 a 6 m de altura. Muchas de estas marismas (Lluent en valenciano), fueron o son explotadas como salinas o «saladares» en donde se deja evaporar el agua para la extracción de la sal. Pero la Albufera por antonomasia es la de Valencia, extendida desde el sudeste de la ciudad hasta Cullera, a lo largo de 35 km, por 1,5 a 2 km de ancho y 2 m escasos de profundidad máxima. Los arrozales y labores de cultivo han acelerado el proceso de colmatación, de tal forma que desde 1877, en que alcanzaba unas 5000 ha se había reducido en 1926 a unas 3000, a pesar de estar alimentada parcialmente por agua artesianas de origen cárstico. Los ríos se abren al mar a través de la albufera por unas goles o gargantas (Perelló y Perellonet) que se pueden cerrar mediante compuertas.
Los deltas existentes en ese litoral se adentran poco en el mar, en parte por ser de tipo torrencial y pertenecer a ríos poco importantes, y en parte porque la corriente de dirección sur que bordea el litoral arrastra los sedimentos hacia el sur. Son fuertemente abombados, como corresponde a un delta torrencial, y constituidos por materiales gruesos, que pueden rebasar el centenar de metros de espesor, como en los del Vinalopó, Mijares, Palancia y Turia. También abundan los tómbolos, de istmo arenoso sencillo o doble, que une los islotes rocosos al continente proporcionando un lugar adecuado para la defensa de las poblaciones asentadas en aquello promontorios escarpados, como en Peñíscola, Oropesa del Mar, Calpe, este último el más vistoso de la costa, con su peñón de Ifach, de 328 m de altitud.

### Costa de las islas Baleares

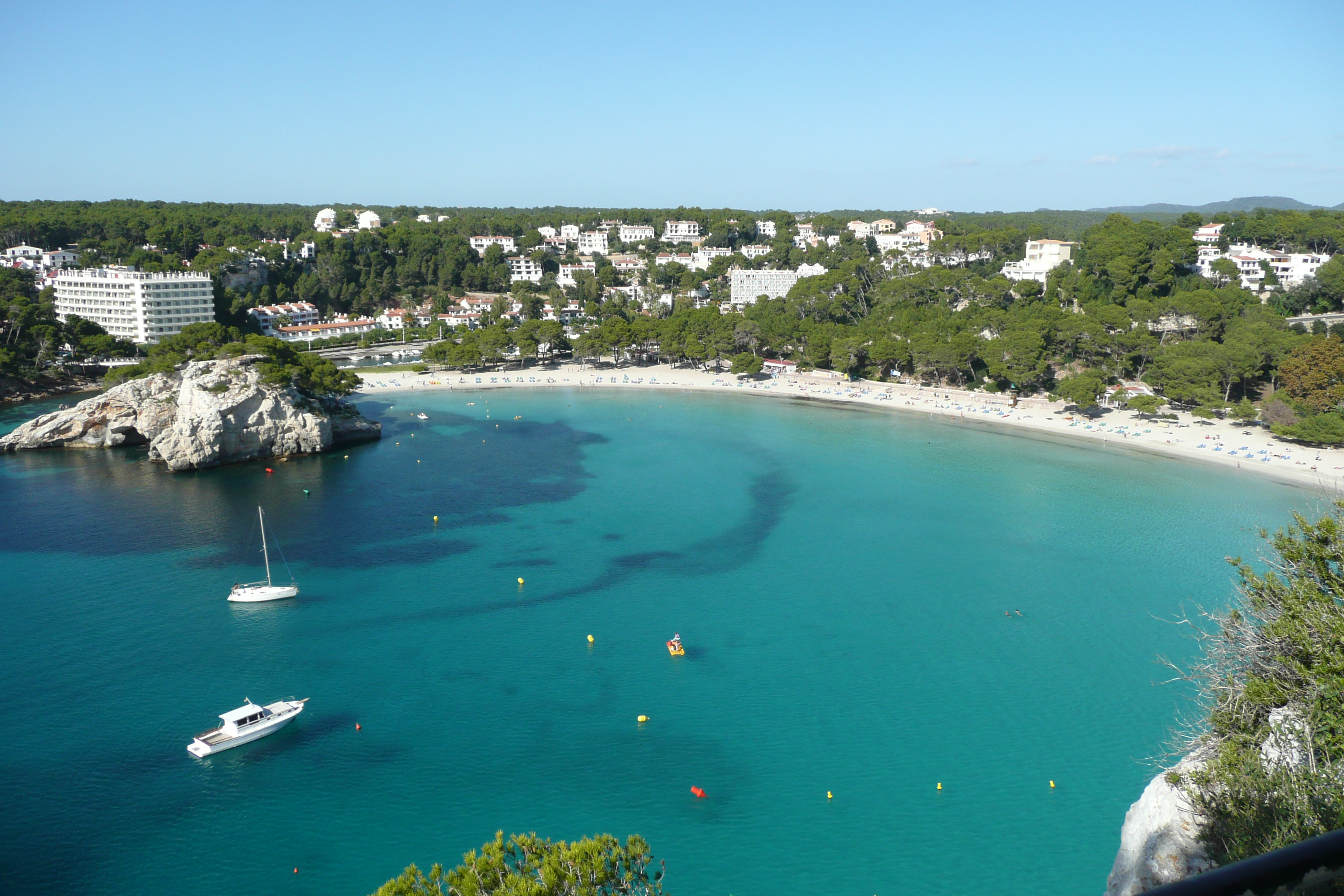
Cala Galdana, una de las playas más famosas de Menorca.

El archipiélago balear se corresponde con la prolongación de los Sistemas Béticos. El clima es de tipo mediterráneo marítimo, con temperaturas invernales suaves y máximas estivales moderadas.
En cuanto a la red hidrográfica, las cuencas son pequeñas y abundan los torrentes con corrientes efímeras.
Las islas Baleares poseen una gran longitud de costa en relación con su superficie, debido al carácter recortado de la misma.
La plataforma continental es reducida, común para Mallorca, Menorca y Cabrera, y separada de Ibiza y Formentera.
Las características costeras varían entre islas. En Mallorca hay sectores de costa recortada con playas encajadas en calas, de costa accidentada, de playas y de espacios palustres. Menorca tiene una costa bastante homogénea, recortada con playas encajadas. Y en Ibiza la línea de costa es festoneada y acantilada, con escasas playas.
En su conjunto, el archipiélago de las islas Baleares contiene un importante variedad de ambientes de alto valor ecológico. Cabe destacar: la Sierra de Tramuntana de Mallorca, gran parte de la costa menorquina y el noroeste de Ibiza, por sus valores paisajísticos y faunísticos, humedales y sistemas dunares.

### Costa Catalana

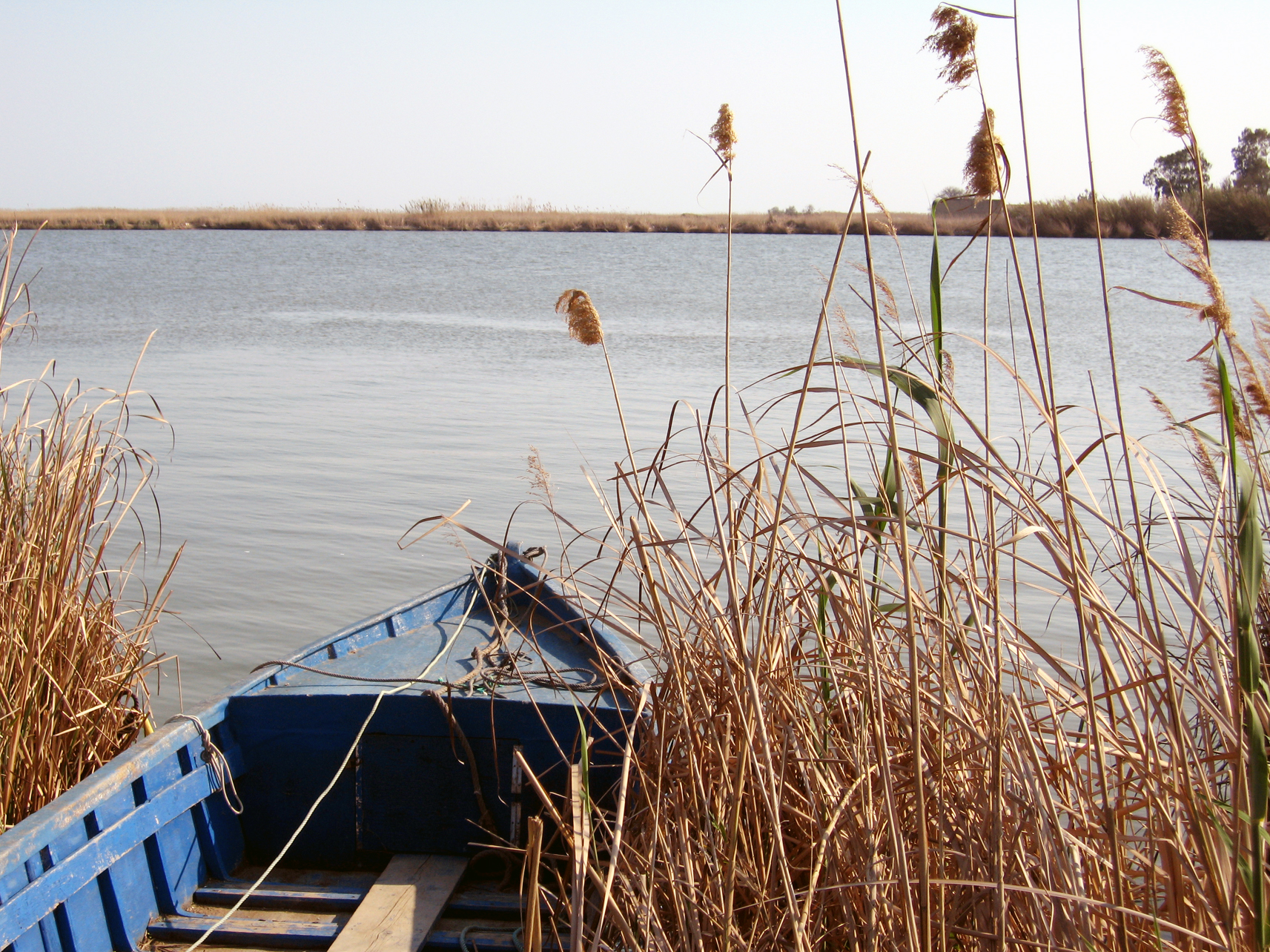
Paisaje costero en el Delta del Ebro.

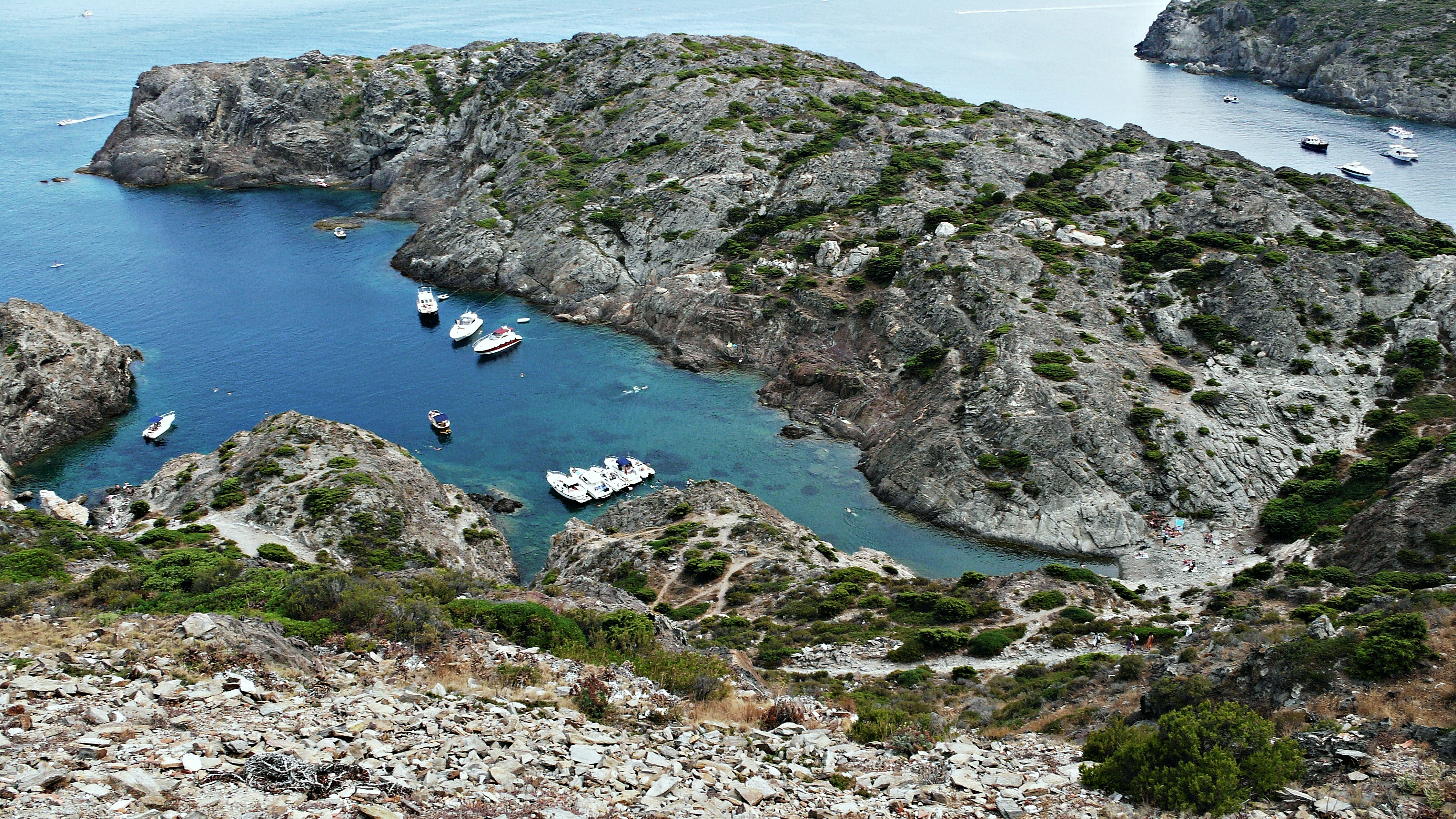
Vista del cabo de Creus.

El litoral catalán ofrece aspectos muy contrastados: pequeñas llanuras litorales, costas acantiladas, algunos deltas, entre ellos el del Ebro, el mayor delta peninsular, y las abruptas de la llamada Costa Brava, de la provincia gerundense.
Los primeros acantilados de alguna importancia del litoral catalán aparecen inmediatamente al sur del delta del Llobregat, cuando las calizas cretácicas, bastante carstificadas, del macizo de Garraf, extremo meridional de la cordillera Costera Catalana, tocan al mar. Se trata de 17 km de costa rectilínea, que únicamente en su extremo meridional presenta las ligeras sinuosidades acogedoras de Sitges y Villanueva y Geltrú, con playas de alguna extensión. Más al norte y después de Barcelona, establecida entre los deltas del Llobregat y del Besós, la cordillera está formada exclusivamente por terrenos paleozoicos, dominantemente esquistosos y graníticos los cuales, una vez pasado el pequeño delta del Tordera, tocan al mar y con ello empieza la llamada Costa Brava gerundense. Dicha costa es abrupta y bastante rectilínea, aun cuando los acantilados no están formados directamente por la falla originaria de la costa; se trata, pues, de una costa longitudinal, de origen tectónico. Por otra parte, las profundidades inmediatas al acantilado no son nunca extraordinarias, a pesar de observarse un par de profundos cañones o entalladuras submarinas (recs en el país) ahondados en la plataforma submarina hasta 1500-2000 m de profundidad. Debido precisamente a esa anchura y escasa profundidad de la plataforma continental, los abundantes derrubios procedentes de los pequeños cursos que surcan el macizo paleozoico (catalán: rieres) y la escasa dinámica de las aguas mediterráneas, los entrantes son pronto colmatados por cordones litorales que originan graciosas playas (o cales) entre promontorios rocosos. A medida que se avanza hacia el norte, el carácter bravío de esta costa se acentúa, mientras los depósitos litorales cada vez escasean más, como ocurre, en el extremo, con las Montañas de Begur. A partir de aquí la costa queda cortada transversalmente por la gran falla que limita la llanura del Ampurdán y origina el golfo de Rosas, con lo que los relieves de la cordillera Litoral ahora embisten al mar de frente. El último resto de costa acantilada empieza, al otro lado de las marismas y costas bajas del golfo de Roses, con los relieves esquistosos del cabo de Creus, que representan el extremo oriental de las alineaciones pirenaicas, antes de sumergirse en el mar.
Este promontorio abrupto, de 670 m de altitud, adentrado en el mar, es batido por la fuerza del oleaje provocado por la tramontana sedimentaria se halla mucho más retrasada que el resto del litoral, sobre todo en los lugares expuestos a los vientos del norte, por lo que en lugar de la zona de Cadaqués.

## Longitud de las costas por provincias
A continuación se ofrece una relación de las provincias atendiendo a su extensión total y los kilómetros de costa que posee cada una según datos del Instituto Nacional de Estadística de España, además también se incluyen las ciudades autónomas de Ceuta y Melilla.
| Posición | Provincia                               | Superficie (km²) | Longitud de costa (km) |
| -------- | --------------------------------------- | ---------------- | ---------------------- |
| 1        | Islas Baleares                          | 4992             | 1283                   |
| 2        | La Coruña                               | 7950             | 956                    |
| 3        | Las Palmas                              | 4066             | 799                    |
| 4        | Santa Cruz de Tenerife                  | 3381             | 702                    |
| 5        | Asturias                                | 10603            | 401                    |
| 6        | Pontevedra                              | 4495             | 398                    |
| 7        | Cádiz                                   | 7436             | 285                    |
| 8        | Cantabria                               | 5325             | 284                    |
| 9        | Tarragona                               | 6303             | 278                    |
| 10       | Murcia                                  | 11313            | 274                    |
| 11       | Gerona                                  | 5910             | 260                    |
| 12       | Almería                                 | 8774             | 249                    |
| 13       | Alicante                                | 5816             | 244                    |
| 14       | Málaga                                  | 7308             | 175                    |
| 15       | Barcelona                               | 7733             | 161                    |
| 16       | Vizcaya                                 | 2217             | 154                    |
| 17       | Lugo                                    | 9856             | 144                    |
| 18       | Castellón                               | 6632             | 139                    |
| 19       | Valencia                                | 10763            | 135                    |
| 20       | Huelva                                  | 10148            | 122                    |
| 21       | Guipúzcoa                               | 1909             | 92                     |
| 22       | Granada                                 | 12531            | 79                     |
| 23       | Ceuta                                   | 19               | 26                     |
| 24       | Melilla                                 | 13               | 12                     |
| 25       | Otras (Chafarinas y Vélez de la Gomera) | —                | 9                      |
| Total:   | España                                  | 505944           | 7661                   |